# F1 Academy
F1 Academy je závodní juniorská série založená Formulí 1 určená pouze pro ženy, které závodí v monopostu s identickým šasi Tatuus F4-T421 a pneumatikami Pirelli. Každý monopost pohání přeplňovaný čtyřválcový motor o výkonu 174 koní vyvinutý společností Autotecnica Motori.
První sezóna se jela v roce 2023 a ovládla ji Marta García s týmem Prema Racing, který získal i pohár konstruktérů.

## Historie
V letech 2004–2006 fungovala série Formula Woman. V roce 2019 byla založena W Series, která se kvůli pandemii covidu-19 v roce 2020 neuskutečnila, poté ale pokračovala až do konce roku 2022, kdy došlo kvůli finančním problémům k jejímu ukončení.
18. listopadu 2022 Formule 1 oznámila založení seriálu s cílem zaměřit se na rozvoj a přípravu mladých žen na postup do vyšších závodních úrovní. Šampionát má pomoci s přechodem z motokár k formulovým monopostům.
1. března 2023 byla generální ředitelkou šampionátu jmenována Susie Wolffová.
První ročník nebyl odvysílán v televizi s výjimkou posledního závodu. V roce 2024 byly naplánovány živé přenosy všech závodů u 23 vysílatelů.
V roce 2023 Formule 1 dotovala náklady na každý vůz, každá závodnice ale musela přispět částkou 150 000 eur, v roce 2024 byla částka snížena na 100 000 eur. Navíc od roku 2024 všech deset týmů Formule 1 podporuje jednu ženu, která závodí v barvách daného týmu. Zbývající jezdkyně podporují partneři seriálu.

## Formát
V roce 2023 se závodilo na sedmi tratích, každý víkend se jely tři závody, celkem se tak konalo 21 závodů. Každý závodní víkend se konaly dva 30minutové závody a jeden 20minutový závod, ve kterém si 8 nejlepších z kvalifikace prohodilo pozice. Poslední závod se konal v rámci Grand Prix USA.
V roce 2024 se šampionát stal podpůrnou sérií Formule 1. Z tohoto důvodu byl snížen počet závodů, odstraněn byl závod s reverzním startovním roštem.
Od roku 2024 získává pět nejlepších body do FIA superlicence a do vybraných závodů jsou nasazovány jezdkyně na divokou kartu, které závodí ve čtvrtém monopostu týmu Prema Racing.
Série se mohou účastnit ženy ve věku 16 az 25 let, které se mohou účastnit maximálně dvou ročníků.

## Monoposty

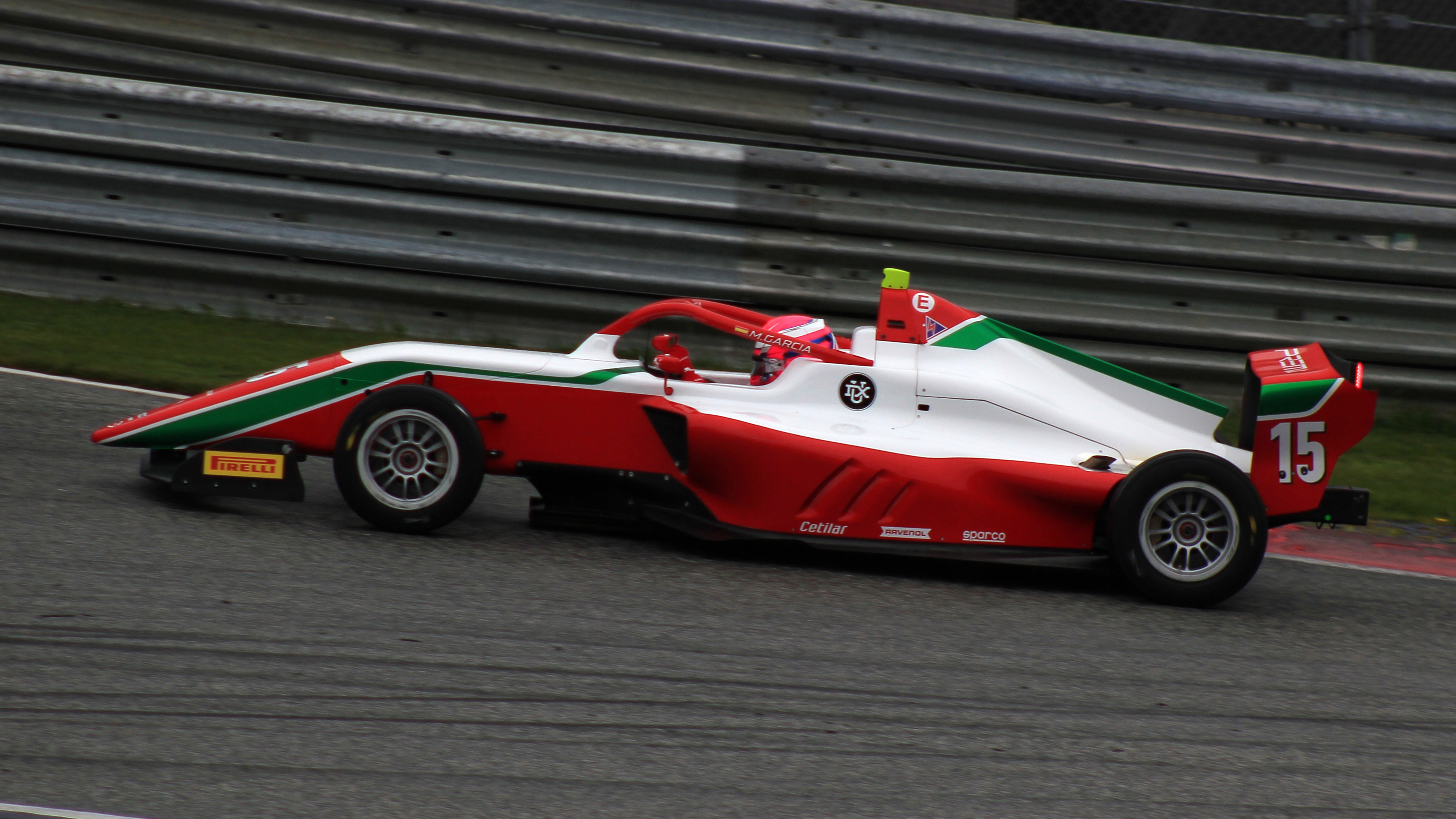
Marta García v monopostu Prema Racing v roce 2023

Monoposty mají šasi Tatuus F4-T421, které se používá v závodech Formule 4 od roku 2022, a pneumatiky Pirelli. Motor dodává společnost Autotecnica Motori a skládá se z 1,4litrového přeplňovaného čtyřválce, který je schopen dodat výkon 174 koní při 5 500 otáčkách za minutu.

## Okruhy
| # | Okruh                          | Ročníky | Roky      |
| - | ------------------------------ | ------- | --------- |
| 2 | Circuit de Barcelona-Catalunya | 2       | 2023–2024 |
| 2 | Circuit Zandvoort              | 2       | 2023–2021 |
| 1 | Red Bull Ring                  | 1       | 2023      |
| 1 | Circuito Ricardo Tormo         | 1       | 2023      |
| 1 | Autodromo Nazionale Monza      | 1       | 2023      |
| 1 | Circuit Paul-Ricard            | 1       | 2023      |
| 1 | Circuit of the Americas        | 1       | 2023      |
| 1 | Jeddah Corniche Circuit        | 1       | 2024      |
| 1 | Miami International Autodrome  | 1       | 2024      |
| 1 | Marina Bay Street Circuit      | 1       | 2024      |
| 1 | Losail International Circuit   | 1       | 2024      |
| 1 | Yas Marina                     | 1       | 2024      |